# 94 East
A 94 East egy minneapolisi funk együttes volt, amelyet 1975-ben alapított Pepe Willie, Prince unokatestvérének korábbi férje. Willie fontos szerepet játszott Prince karrierjének segítésében és maga mellé vette André Cymone-nal együtt. Prince szerezte a "Just Another Sucker" című dalukat. a 94 East frontembere Colonel Abrams volt, a dance-zene egyik korai úttörője. Az együttes felbomlott és Prince egyedül lett kiemelkedő előadó. A 94 East albumokat 1975 decembere és 1979 februárja között vették föl. Az együttes az Interstate 94-ről kapta a nevét, amely áthalad Minneapolison.

## Diszkográfia
Az összes album a Minneapolis Genius valamilyen formája.
- Minneapolis Genius vagy Minneapolis Genius - The Historic 1977 Recordings (94 East featuring Prince néven) (1985: hanglemezen; 1987: CD).
- Symbolic Beginning (94 East featuring Prince néven) (1995, dupla-CD)
- One Man Jam (94 East featuring Prince néven) (2000, dupla-CD)
- Just Another Sucker (94 East néven) (2004, dupla-CD)